# لاین
لاین، (به انگلیسی: Line) (به ژاپنی:ライン) یک نرم‌افزار کاربردی پیام‌رسان فوری ویژه تلفن‌های هوشمند و رایانه‌های شخصی است که توسط لاین کورپوریشن توسعه یافته‌است. لاین به کاربران خود این امکان را می‌دهد تا با یکدیگر به تبادل پیام‌های متنی، عکس، ویدئو و موسیقی (در نسخه PC) بپردازند.
لاین همچنین امکان برقراری تماس صوتی و تصویری را از طریق بسترهای اینترنتی (Voip) برای کاربران خود فراهم می‌سازد. لاین در سال ۲۰۱۲ در ژاپن راه‌اندازی شد و در ظرف دو سال به بزرگ‌ترین شبکه اجتماعی ژاپنی بدل شد. به طوری که در نوامبر ۲۰۱۳ شمار کاربران آن در سطح جهانی به مرز ۳۰۰ میلیون نفر رسید که از این شمار ۵۰ میلیون آن را ژاپنی‌ها تشکیل می‌دادند.
لاین نخست برای گوشی‌های هوشمند اندروید و آی‌اواس ارائه شد؛ اما سپس در اوت ۲۰۱۲ نسخه مربوط به گوشی‌های بلک‌بری نیز عرضه شد. نسخه ویندوز فون و آشا نیز یک سال بعد و در سال ۲۰۱۳ برای کاربران ارائه شد.
و همچنین لاین ساخت کشور ژاپن است

## تغییرات ساختاری
در اوت ۲۰۱۳ با اضافه شدن بخشی به نام تایم‌لاین، این برنامه از یک پیام‌رسان فوری به یک شبکه اجتماعی تغییر کارکرد داد. اضافه شدن دکمه‌های لایک، امکان درج کامنت، امکان تشکیل گروه‌ها و تخصیص پروفایل شخصی برای افراد بیش از پیش ماهیت این برنامه را به یک شبکه اجتماعی نزدیک می‌کرد.